# Amblyscirtes alternata
The Dusky Roadside Skipper or Blue-dusted Roadside Skipper (Amblyscirtes alternata) là một loài bướm ngày thuộc họ Hesperiidae. Nó được tìm thấy ở tây nam Virginia phía nam đến Florida, phía tây đến phía đông Texas.
Sải cánh dài 22–25 mm. There are two generations con trưởng thành bay từ tháng 3 đến tháng 8 in hầu hết the range. There might be three generations con trưởng thành bay as late as tháng 11 in Florida, the Gulf states, và Texas.
Adults feed on flower nectar.